# كأس آيسلندا 2004
كأس آيسلندا 2004 هو الموسم 45 من كأس آيسلندا. أشرف على تنظيمه اتحاد آيسلندا لكرة القدم، وفاز فيه نادي كيفلافيك.